# Dysolobium grande
Dysolobium grande är en ärtväxtart som först beskrevs av George Bentham, och fick sitt nu gällande namn av David Prain. Dysolobium grande ingår i släktet Dysolobium och familjen ärtväxter. Inga underarter finns listade i Catalogue of Life.